# Melanoplus adelogyrus
Melanoplus adelogyrus är en insektsart som beskrevs av Theodore Huntington Hubbell 1932. Melanoplus adelogyrus ingår i släktet Melanoplus och familjen gräshoppor. Inga underarter finns listade i Catalogue of Life.